# سیارک ۸۹۴۵
سیارک ۸۹۴۵ (به انگلیسی: 8945 Cavaradossi، نامگذاری:1997CM) هشت هزار و نهصد و چهل و پنجمین سیارک کشف شده‌است که در ۱ فوریه ۱۹۹۷ کشف شد.
قدر مطلق سیارک برابر ۱۳٫۱۰ است.